# Ascoviridae
Ascoviridae es una familia de virus que infectan animales invertebrados. Están compuestos por una envoltura, un núcleo y una membrana interna lipídica asociada con la partícula interna.  La cápside se localiza dentro de una envoltura de 130 nm de diámetro y 200-240 nm de longitud. Los viriones son alargados, ovoides o alantoides. 
El genoma no es segmentado y consiste en una única molécula de ADN bicatenario circular. Por tanto se encuadra en el Grupo I de la Clasificación de Baltimore. El genoma tiene un contenido GC del 42-60 %.